# Sint-Corneliuskerk (Hautbellain)

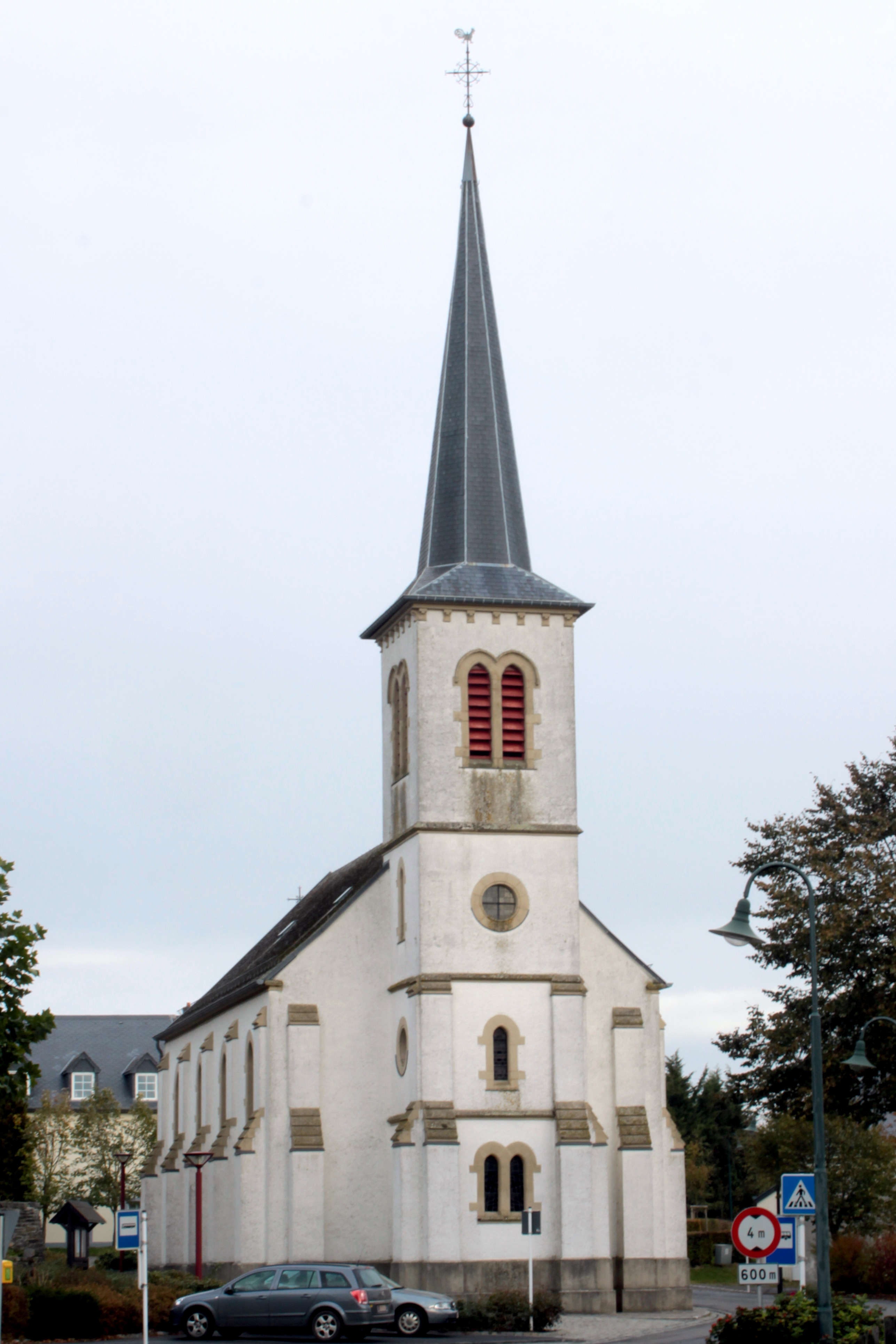
Sint-Corneliuskerk

De Sint-Corneliuskerk is een kerkgebouw in Hautbellain in de gemeente Troisvierges in Luxemburg. De kerk staat aan de Huldangerweg in het midden van het dorp.
De kerk is gewijd aan Sint-Cornelius.

## Opbouw
Het witte kerkgebouw bestaat uit een westtoren met vier geledingen ingesnoerde torenspits, een schip met vier traveeën en koor van een travee en driezijdige koorsluiting. Het schip wordt gedekt door een zadeldak en het koor door een lager gelegen zadeldak. Zowel de toren, schip als koor zijn voorzien van steunberen.

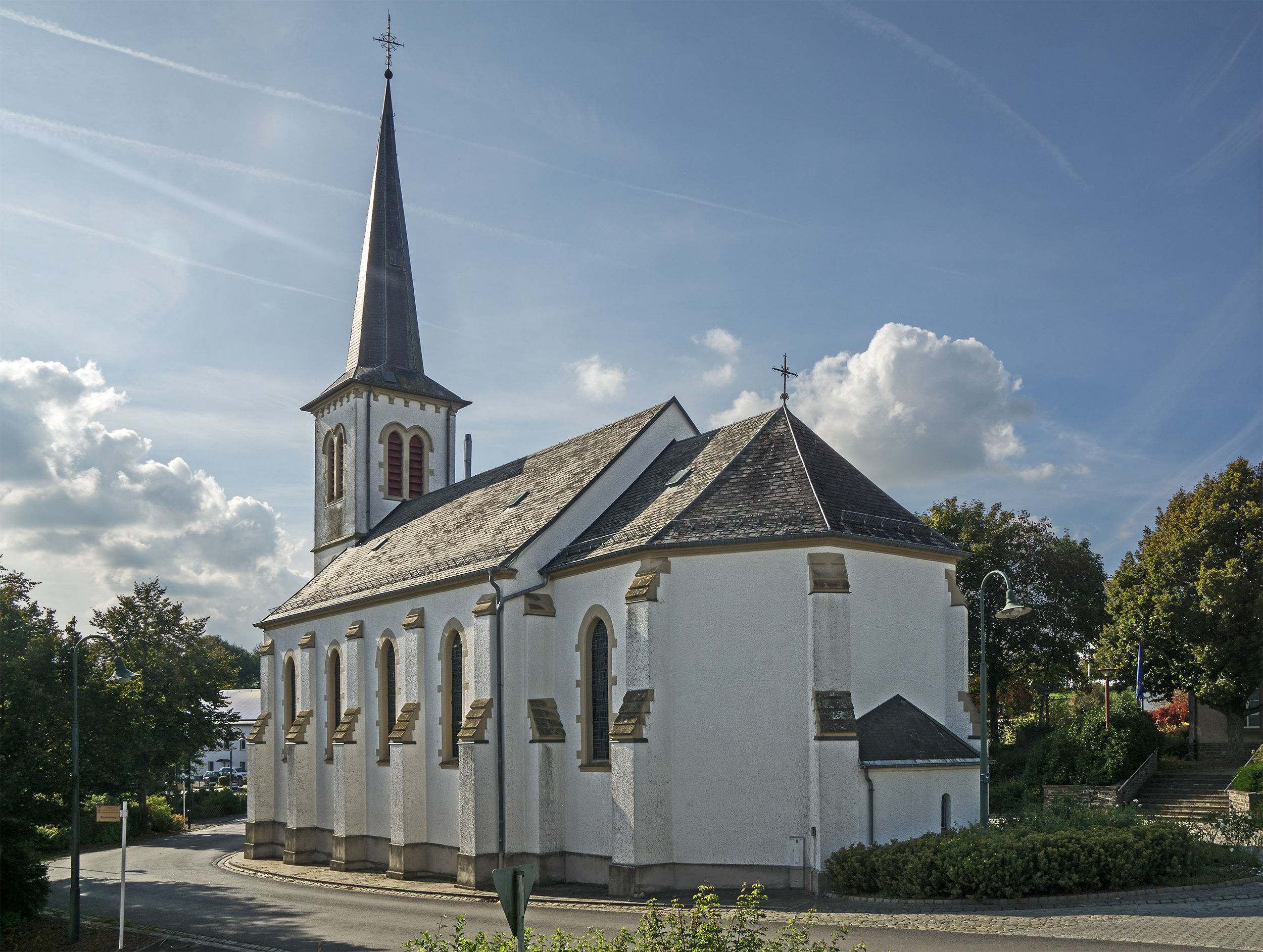
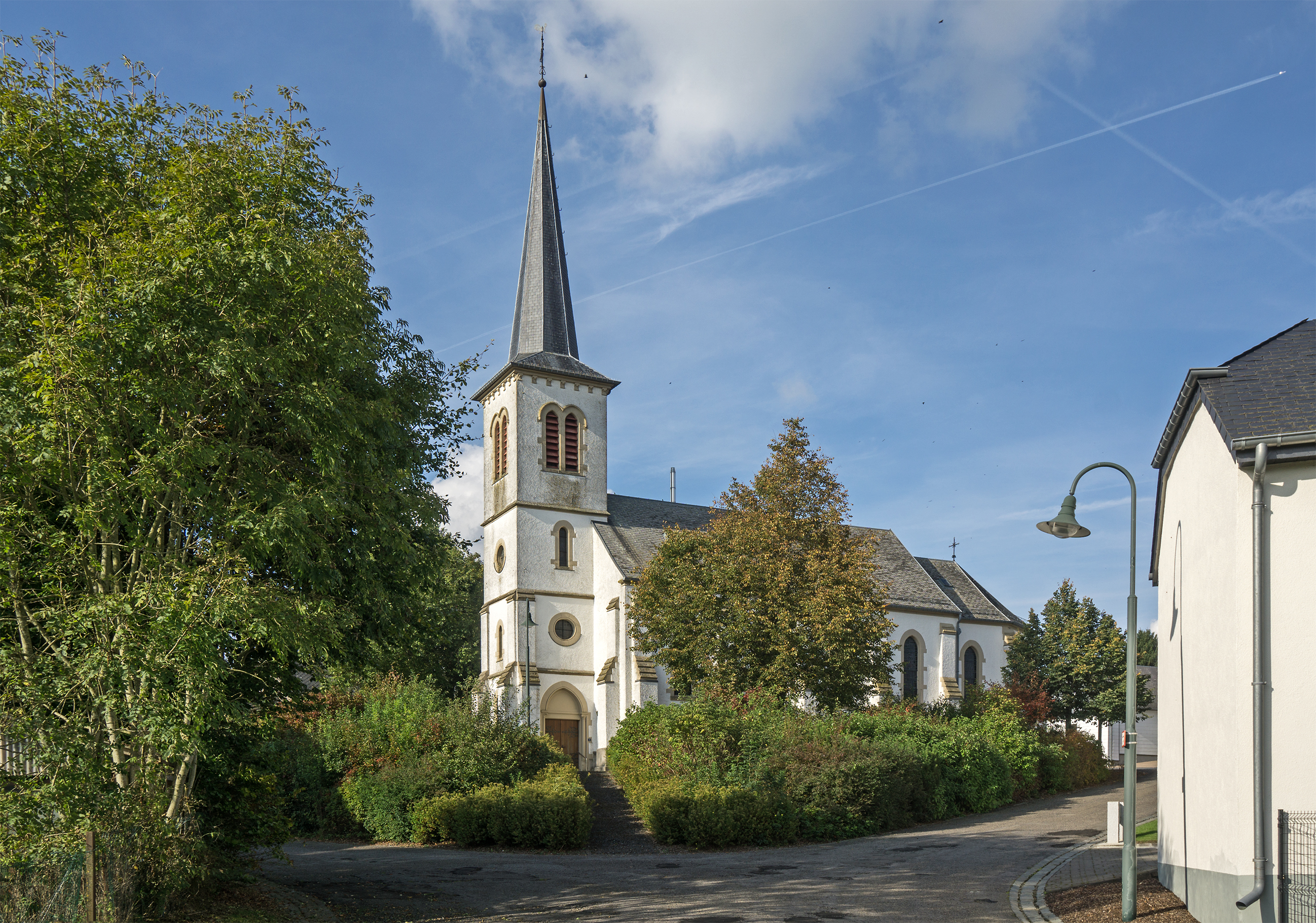